# Advanced Chess
Advanced Chess ist eine Schachform, bei der die Spieler während der Partie Analysen mittels Computerprogrammen durchführen können.
Advanced Chess ist eine Idee von Garri Kasparow. Es erlaubt beiden Gegnern nur ein bestimmtes Programm (nach Wahl des jeweiligen Spielers), das für beide Spieler auf gleich schnellen Rechnern läuft. Eine Freestyle Chess bzw. deutsch Freistil-Schach genannte Variante, die weniger restriktiv ist und auch das Spielen in Teams erlaubt, wurde im Sommer 2004 von Ingo Althöfer und Timo Klaustermeyer eingeführt. Das erste von ihnen organisierte Freestyle-Blitzturnier fand im August 2004 online statt.

## Geschichte
Es gab in den 2000er Jahren eine Reihe von Advanced-CHess-Turnieren für „Zentauren“ (Mensch + Computer). Zum Beispiel waren beim PAL/CSS-Turnier in Abu Dhabi, das zwischen 2005 und 2008 acht Mal abgehalten wurde, die Gewinner in chronologischer Reihenfolge: ZackS (Steven Cramton und Stephen Zackery), Zorchamp (Hydra (Schachcomputer)), Rajlich (Vasik Rajlich), Xakru (Jiří Dufek), Flying Saucers (Dagh Nielsen), Rajlich (Vasik Rajlich), Ibermax (Anson Williams) und Ultima (Eros Riccio). 
Ähnliche Turniere wurden von FICGS und Infinity Chess (Arno Nickel) organisiert.
Infinity Chess führte bis 2013 eine Rangliste für Zentauren.
Laut einem Zeitungsbericht von 2022 ist ein Schachwettbewerb zwischen Menschen mit Computerunterstützung spätestens seit 2015 sinnlos.